# Megachile burmeisteri
Megachile burmeisteri là một loài Hymenoptera trong họ Megachilidae. Loài này được Friese mô tả khoa học năm 1908.